# 長谷川ユキノ
長谷川 ユキノ（はせがわ ユキノ）は日本の漫画家・原画家

## 経歴・特徴
漫画家としては『COMICポプリクラブ』でデビュー。同誌と『コミックPフラート』に作品を発表していた。
趣味で絵を描いていたが、『テイルズ・オブ・ヴェスペリア』にはまり、そのパロディー漫画をかこうとしたが、男性向けでないと需要が少ないことに気づき、紆余曲折を経て、プロになっていた。絵柄が好きな漫画家が男性誌で描いていることも影響している。絵を自分で描いてみたいと思った最初のきっかけは、いのまたむつみの絵である。
表情と乳房のふわふわ感が大事、と思っている。華奢なのに巨乳のほわほわした雰囲気の髪の長い女の子を描くのが好みである。
『月刊少女野崎くん』、『乙嫁語り』、『薔薇王の葬列』、『猫と私の金曜日』にはまっていた。

## 作品

### 読み切り
- MAID making LOVE COMICポプリクラブ 2009年9月号[2]
- actor×actress コミックPフラート VOL.2（コミックポプリクラブ2009年12月号増刊）
- Santa Claus is... コミックPフラート VOL.3（コミックポプリクラブ2010年2月号増刊）
- chocolate lovers! コミックPフラート VOL.4（コミックポプリクラブ2010年4月号増刊）
- La nouvelle lune コミックPフラート VOL.5（コミックポプリクラブ2010年6月号増刊）[3]
  - リチア様の華麗なる性活 単行本『Fantastic Lover』描き下ろし
- UNLUCKY DAY? コミックPフラート VOL.6（コミックポプリクラブ2010年8月号増刊）[4]
- spiritual★attack コミックPフラート VOL.7（コミックポプリクラブ2010年10月号増刊）[5]
- costume_trick コミックPフラート VOL.8（コミックポプリクラブ2010年12月号増刊）
- SHODOING  COMICポプリクラブ 2011年2月号
- PHANTASY LOVER  COMICポプリクラブ 2011年5月号
- 真夏の海と彼女の水着と  COMICポプリクラブ 2014年9月号
- 生徒会長のヒ・ミ・ツ♥  COMICポプリクラブ 2014年12月号
- サクラサク  COMICポプリクラブ 2015年5月号
- 水着姿は反則です。  COMICポプリクラブ 2015年8月号
- マミー・マミー  COMICポプリクラブ 2015年11月号

### 単行本
- 『Fantastic Lover』マックス、ポプリコミックス（2011年４月）

### 原画
- 『恋×恋＝∞～恋する乙女にできること～』PeasSoft、2013年9月27日発売、一部キャラクターデザインも担当。

### 挿絵
- 『マゾカノ おっとり生徒会長のドMな妄想日記』、二次元ドリーム文庫、2011年10月13日、著者：筆祭競介